# Федорцево (Ивановская область)
 Федорцево — деревня в Ильинском районе Ивановской области. Входит в состав Аньковского сельского поселения.

## География
Находится в западной части Ивановской области на расстоянии приблизительно 17 км на восток-юго-восток по прямой от районного центра села Ильинское-Хованское.

## История
В 1859 году здесь (тогда деревня в составе Юрьевского уезда Владимирской губернии) было учтено 5 дворов.

## Население
Постоянное население составляло 34 человека (1859 год), 0 как в 2002 году, так и в 2010.